# Bele vrane
Bele vrane so bile slovenska vokalno-instrumentalna zasedba, ki je igrala pop glasbo. Delovali so od 1967 do 1973.
Za nekakšno nadaljevanje skupine velja razmeroma kratkotrajni vokalni kvartet Ultra 4.

## Zasedba
- Ditka Haberl - vokal
- Tatjana Dremelj - vokal
- Tadej Hrušovar - vokal, kitara
- Bor Gostiša - vokal
- Doca Marolt - vokal
- Sonja Pahor - vokal
- Ivo Umek - hammond orgle
- Boba Bračko - bobni
- Djuro Penzeš - bas kitara
- Mišo Gregorin - bobni

## Znane skladbe
- Presenečenja
- Mesto mladih
- Maček v žaklju
- Na vrhu nebotičnika
- Mini maxi
- Horoskop
- Vsi ljudje želimo dečku srečo
- Brez besed
- Kam si namenjen (priredba skladbe Where are You Going to My Love skupine Brotherhood of Man)

## Nastopi na glasbenih festivalih

### Slovenska popevka
- 1968: Presenečenja (Jure Robežnik - Dušan Velkaverh - Jure Robežnik) - 1. nagrada občinstva, 1. nagrada strokovne žirije, nagrada strokovne žirije za najbolje debitante
- 1969
  - Maček v žaklju (Jože Privšek - Miroslav Košuta - Jože Privšek) - 1. nagrada občinstva
  - Na vrhu nebotičnika (Jure Robežnik - Gregor Strniša - Jure Robežnik) - 3. nagrada občinstva
- 1970
  - Ti si moj pravi človek (Ati Soss - Branko Šömen - Ati Soss) (z Lidijo Kodrič) - 2. nagrada strokovne žirije
  - Mini maxi (Jože Privšek - Dušan Velkaverh - Jože Privšek) - 1. nagrada občinstva
  - Valeta (Mojmir Sepe - Dušan Velkaverh - Mojmir Sepe) (z Marjano Deržaj)
- 1971: Ženitovanjska (Jože Privšek - Dušan Velkaverh - Jože Privšek)
- 1973: Letalovlak (Jože Privšek - Dušan Velkaverh - Jože Privšek) - 3. nagrada občinstva

## Diskografija

### EP-ji
- Presenečenja (1968) (PGP RTB)
- Mesto mladih (1969) (Helidon)

### Singli
- "Veseli vrtuljak" (1969) (Jugoton)
- "Skrivnostna pesem" (1970) (Helidon)
- "Kam si namenjen" (1971) (Helidon)

### Ostalo
- Uspešnice (1967-73) (1997) (ZKP RTV Slovenija) (kaseta in CD imata različen izbor skladb, kaseta ima 16 skladb, CD pa 25, kljub temu je na kaseti 6 skladb, ki jih ni na CD izdaji. Obstaja več različnih naslovnic glede na leto natisa.)
- Apollo 10 (kompilacija Telstar, 2012) (ZKP RTV Slovenija)